# Кук, Виктор
Виктор Кук (англ. Victor Cook; род. 1960-е, Сайтама) — американский продюсер и режиссёр. Известен по работе над мультсериалами «Новые приключения Человека-паука», «Скуби-Ду! Мистическая корпорация», «Стретч Армстронг» и «ПУПС».

## Ранние годы
Родился в начале 1960-х годов в Сайтаме, Япония. Его родители познакомились в кафетерии, когда его отец проходил срочную службу. После окончания школы он недолго учился в колледже в Центральной Калифорнии, а затем в Калифорнийском университете в Лонг-Биче.
В детстве и в колледже его целью было стать мультипликатором, но его отговорили, прочитав о карьере Джека Кирби. Во время учёбы в колледже, учитель дал ему контактную информацию бывшего студента, который впоследствии стал работать на студии Hanna-Barbera. Позвонил только тогда, когда уже начал свою карьеру. Он предложил пойти на курсы в Гильдию анимации.

## Карьера
После окончания колледжа он работал художником и политическим карикатуристом в газете Daily Pilot в Коста-Месе, а затем ассистентом аниматора на студии Filmation, и обнаружил, что его привлекают раскадровки, потому что они напоминают ему комиксы. Он смог найти работу над мультсериалами «Истории Альфа» и «Альф». Этот опыт помог ему в конечном итоге устроиться в Disney Television Animation, где он работал 16 лет. После ухода из Disney он работал со над созданием мультсериала «Новые приключения Человека-паука» совместно с Грегом Вайсманом; а также работал над мультсериалом «Скуби-Ду! Мистическая корпорация»; и начал работать в Hasbro, где помогал разрабатывать мультсериал «Стретч Армстронг» совместно с Кевином Берком и Крисом Уайаттом. В конце 2010-х годов он был принят на работу в мультсериале «ПУПС» от Disney Junior.

## Личная жизнь
Он и его супруга Соня женаты с конца 1980-х годов. Его дочь — аниматор, по словам Грега Вайсмана, послужила вдохновением для Артемиды Крок в мультсериале «Юная Лига Справедливости».

## Фильмография
| Год       |    | Русское название                                        | Оригинальное название                   | Примечания                                  |
| --------- | -- | ------------------------------------------------------- | --------------------------------------- | ------------------------------------------- |
| 1988      | мс | Истории Альфа                                           | ALF Tales                               | раскадровщик                                |
| 1988—1989 | мс | Альф                                                    | ALF: The Animated Series                | раскадровщик                                |
| 1989      | мс | Смурфики                                                | The Smurfs                              | раскадровщик                                |
| 1990      | мс | Чудеса на виражах                                       | TaleSpin                                | раскадровщик                                |
| 1991—1992 | мс | Чёрный Плащ                                             | Darkwing Duck                           | раскадровщик, сценарист                     |
| 1993      | мф | Возвращение Джафара                                     | The Return of Jafar                     | раскадровщик                                |
| 1994      | мс | Аладдин                                                 | Aladdin                                 | раскадровщик                                |
| 1995—1996 | мс | Гаргульи                                                | Gargoyles                               | раскадровщик                                |
| 1996      | мф | Возвращение Джафара                                     | Aladdin and the King of Thieves         | раскадровщик                                |
| 1997—1998 | мс | 101 далматинец                                          | 101 Dalmatians: The Series              | режиссёр, продюсер                          |
| 2000      | мс | Базз Лайтер из звёздной команды: Приключения начинаются | Buzz Lightyear of Star Command          | режиссёр                                    |
| 2001—2002 | мс | Легенда о Тарзане                                       | The Legend of Tarzan                    | режиссёр                                    |
| 2002      | мф | Тарзан и Джейн                                          | Tarzan & Jane                           | режиссёр                                    |
| 2003      | мф | Атлантида: Возвращение Майло                            | Atlantis: Milo’s Return                 | режиссёр                                    |
| 2005      | мс | Американский дракон: Джейк Лонг                         | American Dragon: Jake Long              | раскадровщик                                |
| 2003—2006 | мс | Лило и Стич                                             | Lilo & Stitch: The Series               | режиссёр                                    |
| 2006—2008 | мс | Клуб Микки Мауса                                        | Mickey Mouse Clubhouse                  | режиссёр                                    |
| 2007      | мф | Хеллбой: Кровь и металл                                 | Hellboy: Blood and Iron                 | режиссёр                                    |
| 2008—2009 | мс | Новые приключения Человека-паука                        | The Spectacular Spider-Man              | режиссёр, продюсер, сценарист               |
| 2010      | мф | Ад Данте: Анимированный эпос                            | Dante’s Inferno: An Animated Epic       | режиссёр                                    |
| 2012      | мф | Бен 10: Крушение пришельцев                             | Ben 10: Destroy All Aliens              | режиссёр, продюсер                          |
| 2012      | мс | Юная Лига Справедливости                                | Young Justice                           | режиссёр                                    |
| 2013      | мф | Скуби-Ду! Боязнь сцены                                  | Scooby-Doo! Stage Fright                | режиссёр, продюсер                          |
| 2010—2013 | мс | Скуби-Ду! Мистическая корпорация                        | Scooby-Doo! Mystery Incorporated        | режиссёр, продюсер                          |
| 2017—2018 | мс | Стретч Армстронг                                        | Stretch Armstrong and the Flex Fighters | режиссёр, продюсер, раскадровщик, сценарист |
| 2019—2021 | мс | ПУПС                                                    | T.O.T.S.                                | продюсер                                    |